# 미야코정
미야코정(일본어: みやこ町 미야코마치[*])은 일본 후쿠오카현 북동부 미야코군의 정이다. 정명은 군명인 미야코군과 관련이 있다.

## 지리
후쿠오카현 북동부, 유쿠하시시의 남서쪽에 위치하고 지쿠호 지방과 인접한 정이다. 정역은 남북으로 넓게 펼쳐지고 북쪽은 기타큐슈시, 남쪽은 나카쓰시와 인접해 오이타현과 경계를 이루고 있다. 옛 사이가와정 남부는 골짜기나 산지가 많아 겨울철에 적설이 되기 쉽기 때문에 노토게 주변에는 스키장도 있다. 유쿠하시시와 인접하는 지역이나 옛 도요쓰정·가쓰야마정 지역은 미야코평야의 전원 지대이며 이마가와강과 하라이가와강이 흐른다. 또 북부는 카르스트 대지의 히라오다이가 되고 있다. 지리적으로도 교통의 요지이며 후쿠오카~유쿠하시를 묶는 국도 201호선이 동서로 이어진다. 지쿠호 지방과의 분수령인 주아이 고개를 주아이 터널(길이 1,365m)이 관통해 매일 많은 자동차가 왕래한다. 최근에는 국도 10호선 우회도로(시이다 도로)가 정비되었기 때문에 기타큐슈~오이타로의 접근성이 현저히 용해졌다.

### 인접한 자치체
- 후쿠오카현
  - 기타큐슈시(고쿠라미나미구)
  - 유쿠하시시
  - 지쿠조군 지쿠조정
  - 다가와군 가와라정, 소에다정, 아카촌
- 오이타현
  - 나카쓰시

## 역사
미야코정은 역사적으로 중요한 유적이나 유물 등이 많이 발견되고 있다. 부젠국의 국부터와 고쿠분지터도 도요쓰 지구에서 발견되어 부젠국의 중심지였다고 여겨진다. 국부 철거지는 부젠 국부터 공원으로 정비되어 있다.
1866년 조슈번의 제2차 조슈 정벌로 공격을 받은 고쿠라번이 고쿠라성에 불을 질러 성에서 철퇴하였다. 이후 고쿠라번은 번청을 현재의 옛 도요쓰정에 신설했다. 1871년의 폐번치현으로 도요쓰현의 현청이 놓였지만 그 해에 고쿠라현에 편입되었고 이후 고쿠라현은 후쿠오카현에 편입되었다. 1876년에 일어난 아키즈키의 난의 전장이 되었다.
2006년 3월 20일에 도요쓰정·사이가와정·가쓰야마정이 대등 합병해 미야코정이 성립하였다.

## 교통

### 철도
- 헤이세이 지쿠호 철도 다가와선

### 도로
- 국도 10호선
- 국도 201호선
- 국도 496호선
- 국도 500호선